# Miramax
Miramax Films è una casa di produzione e distribuzione cinematografica statunitense posseduta da BeIN Media Group e Paramount Skydance Corporation.
Dal 1993 al 2010 è stata una divisione di The Walt Disney Company.

## Storia
Fondata nel 1979 dai fratelli Harvey e Bob Weinstein, deve il suo nome alla combinazione dei nomi dei loro genitori, Max e Miriam. Inizialmente la compagnia fu creata con l'intenzione di distribuire film indipendenti, non ritenuti vantaggiosi e scartati dalle major più importanti. Inaspettatamente anche per i due fondatori, la compagnia acquistò film che resero in maniera straordinaria al botteghino, rendendola una leader della rivoluzione dei film indipendenti che travolse Hollywood negli anni novanta.
Nel 1993 la Miramax fu acquistata per 75 milioni di dollari dalla The Walt Disney Company, che la rese, con l'arrivo di nuovi ingenti capitali e solidi appoggi, una delle case di produzione e distribuzione più potenti. Harvey e Bob Weinstein rimasero comunque alla direzione della compagnia con una larga autonomia, rispetto al resto delle altre compagnie della Disney, anche se quest'ultima aveva comunque l'ultima parola sulle scelte di produzione della Miramax (come per esempio il caso della difficoltosa distribuzione del documentario Fahrenheit 9/11 di Michael Moore, 2004). I fratelli Weinstein, in seguito a queste e ad altre critiche, lasciarono la guida della società il 30 settembre 2005 per fondare la The Weinstein Company, lasciando il posto di presidente a Daniel Batsek.
Nell'ottobre 2009 la Disney annunciò una riduzione dello staff del 70% e del numero di pellicole prodotte, che scese alla metà (tre film l'anno) e le funzioni amministrative e distributive, prima autonome, furono associate alla casa madre. Nel gennaio 2010 la Disney ha messo in vendita la Miramax. Varie compagnie, tra le quali anche gli stessi Weinstein, si sono dette interessate. Il The New York Times ne stima un costo di 700 milioni di dollari.
Il 30 luglio la Disney ha annunciato di aver venduto la casa cinematografica Miramax per circa 660 milioni di dollari a una società di investimenti (Colony Capital), mettendo fine a mesi di colloqui tra il gruppo e vari offerenti. Il 3 marzo 2016 viene annunciata l'acquisizione da parte del gruppo qatariota BeIN Media. Nel 2019 BeIN ha accettato di vendere una quota del 49% della società al gruppo ViacomCBS (dal 2022 Paramount Global). La vendita è stata completata il 3 aprile 2020.

## Il Caso Weinstein
Il 6 ottobre 2017 un'inchiesta del The New York Times l'ha accusato di molestie sessuali ai danni di alcune attrici di Hollywood, tra le quali Ashley Judd e Rose McGowan. In conseguenza dello scandalo, il 9 ottobre 2017 Weinstein è stato licenziato dalla società che aveva co-fondato. Contro di lui si sono poi aggiunte le denunce per abusi sessuali e stupro di varie attrici. Quando l'attrice Paz de la Huerta lo accusa di un doppio stupro nel suo appartamento a New York nel 2010, la polizia di New York ne ipotizza il possibile arresto. Weinstein ha ingaggiato degli ex-agenti del Mossad israeliano per rintracciare le donne molestate e far pressione su di loro affinché ritirassero le loro accuse contro di lui. Tali denunce comporteranno per Weinstein la sua immediata espulsione dall'Academy of Motion Picture Arts and Sciences e l'avvio dell'iter da parte del presidente francese Emmanuel Macron per ritirargli la Legion d'onore conferitagli dall'ex presidente Nicolas Sarkozy nel 2012. In seguito è stato anche accusato di sfruttamento della prostituzione. Vi sono poi state le accuse di una sua assistente. Lo studio fondato da Harvey Weinstein e dal fratello Robert è stato poi citato in giudizio dal procuratore dello Stato di New York per non aver tutelato i suoi dipendenti dalle molestie sessuali e dalle intimidazioni del produttore cinematografico.
Il 25 maggio 2018 Harvey Weinstein si è presentato al commissariato di Lower Manhattan a New York per consegnarsi alle autorità. L'ex produttore è in stato di arresto con l'accusa di aver stuprato una donna e aver costretto un'altra a praticargli sesso orale; la cauzione è stata fissata a un milione di dollari.
Il 24 febbraio 2020 viene riconosciuto colpevole di violenza sessuale e stupro e condannato l'11 marzo successivo a 23 anni di carcere.

## Filmografia parziale

### Produzione
- Pulp Fiction, regia di Quentin Tarantino (1994)
- Gordy, di Mark Lewis (1995)
- Four Rooms, di Robert Rodriguez, Quentin Tarantino, Alexandre Rockwell e Allison Anders (1995)
- Dal tramonto all'alba, di Robert Rodriguez (1996)
- La stanza di Marvin, di Jerry Zaks (1996)
- Il paziente inglese, di Anthony Minghella (1996)
- La vita è bella, di Roberto Benigni (1997)
- B. Monkey - Una donna da salvare (B. Monkey), di Michael Radford (1998)
- Shakespeare in Love, regia di John Madden (1998)
- Il talento di Mr. Ripley, di Anthony Minghella (1999)
- Malèna, di Giuseppe Tornatore (2000)
- Kate & Leopold, di James Mangold (2001)
- Il diario di Bridget Jones, regia di Sharon Maguire (2001)
- Spy Kids, (2001), regia di Robert Rodriguez
- Spy Kids 2 - L'isola dei sogni perduti, (2002), regia di Robert Rodriguez
- The Hours, di Stephen Daldry (2002)
- Frida, di Julie Taymor (2002)
- Chicago, di Rob Marshall (2002)
- Master & Commander, di Peter Weir (2003)
- Missione 3D - Game Over, (2003), regia di Robert Rodriguez
- Kill Bill: Volume 1, di Quentin Tarantino (2003)
- Kill Bill: Volume 2, di Quentin Tarantino (2004)
- Che pasticcio, Bridget Jones!, regia di Beeban Kidron (2004)
- Hollywoodland, di Allen Coulter (2006)
- Non è un paese per vecchi, di Joel e Ethan Coen (2007)
- Il Petroliere, di Paul Thomas Anderson (2007)
- Il bambino con il pigiama a righe, di Mark Herman (2008)
- Ragazzi miei, di Scott Hicks (2009)
- Sin City - Una donna per cui uccidere (Sin City: A Dame to Kill For), di Robert Rodriguez e Frank Miller (2014)
- Bridget Jones's Baby, regia di Sharon Maguire (2016)
- City of Lies - L'ora della verità (City of Lies) (2018), regia di Brad Furman
- The Gentlemen (2019), regia di Guy Ritchie
- Halloween Kills, regia di David Gordon Green (2021), regia di David Gordon Green
- La furia di un uomo - Wrath of Man (Wrath of Man), regia di Guy Ritchie (2021)
- Mother/Android, regia di Mattson Tomlin (2021)
- Halloween Ends, regia di David Gordon Green (2022)
- The Holdovers - Lezioni di vita, regia di Alexander Payne (2023)
- The Beekeeper, regia di David Ayer (2024)
- Here, regia di Robert Zemeckis (2024)
- Bridget Jones - Un amore di ragazzo, regia di Michael Morris (2025)
- The Gentlemen (serie televisiva) (2024), spin-off dell'omonimo film prodotta da Netflix in collaborazione con Miramax, creata da Guy Ritchie

### Distribuzione
- B. Monkey - Una donna da salvare (B. Monkey), regia di Michael Radford (1998)